# Durón
Durón è un comune spagnolo di 129 abitanti situato nella comunità autonoma di Castiglia-La Mancia.